# 卡丽莎·诺尔斯滕
卡丽莎·诺尔斯滕（英語：Carissa Norsten，2003年11月7日—），加拿大女子橄榄球运动员。她曾代表加拿大七人制国家队参加2024年夏季奥林匹克运动会七人制橄榄球比赛，获得一枚银牌。